# 스테퍼니 파커
스테퍼니 파커(Stephanie Parker, 1987년 3월 29일 ~ 2009년 4월 19일)는 웨일스의 배우이다. 2002년 드라마 빌롱잉으로 데뷔했다.
2009년 4월 19일 오전, 폰티프리드 인근 공터에서 목을 매 숨진 것이 지나가던 행인에 의해 발견되었다.

## 출연 작품

### 드라마
- 빌롱잉